# Tiger Fork Township
Tiger Fork Township est un ancien township, situé dans le comté de Shelby, dans le Missouri, aux États-Unis,.
Le township est baptisé en référence à la rivière Tiger Fork (en).

### Source de la traduction
- (en) Cet article est partiellement ou en totalité issu de l’article de Wikipédia en anglais intitulé « Tiger Fork Township, Shelby County, Missouri » (voir la liste des auteurs).